# Томазо Бушета
Томазо Бушета (на италиански: Tommaso Buscetta) е член на сицилианската мафия, който през 80-те години на ХХ век сътрудничи на италианските съдебни власти в борбата им срещу Коза Ностра.
Въпреки че Бушета не е първият „pentito“ (в буквален превод – „разкаял се“) в италианската програма за защита на свидетели, неговите показания се смятат за първия значим пробив в т. нар. „Омертà“ (съкр. от „La legge della omertà“ – букв. „Законът на солидарността“) – принципът на взаимно подпомагане не само между членовете на мафията, но изисквано и от останалите съпричастни. Много мафиоти след него последват примера му и също сътрудничат на властите.

## Биография
Томазо е най-младият от 17 деца, отгледани в бедност в района на град Палермо, от където избягва, след като е замесен в престъпни дела още в ранна възраст. Замесва се с мафията през 1945 г. и от следващата година е пълноправен член на фамилия Порта Нова, като първия му шеф е Джузепе „Пипо“ Кало. Първата му работа е свързана най-вече с контрабанда на цигари.
След Клането в Чакули (предградие на Палермо, където през 1963 г. експлодира кола-бомба, която убива 7 полицаи и офицери), Бушета избягва в Съединените щати, където местните членове на фамилията Гамбино му помагат да стартира в бизнеса с пици.
През 1968 година, Бушета е осъден за двойно убийство в Италия, но присъдата е издадена в отсъствие на обвинения, тъй като той все още успешно се укрива (в Италия това е възможно, като присъди се издават срещу хора които се укриват от правосъдието).
През 1970 година е арестуван в Ню Йорк, но тъй като италианските власти не отправят молба за неговата екстрадиция, е освободен. Бушета заминава за Бразилия, където създава мрежа за наркотрафик. През 1972 година е арестуван и измъчван от бразилския военен режим, а впоследствие е екстрадиран в Италия, където започва да излежава издадената му вече доживотна присъда за двойно убийство.
Освободен е през 1980 г., и в деня на освобождаването му от затвора, той бяга отново в Бразилия, за да избегне разразилата се мафиотска война, започната от боса на сицилианската мафия Салваторе Риина, която впоследствие довежда до смъртта на мнозина от съратниците на Бушета, включително и Стефано Бонтаде.
Арестуван е отново в Бразилия през 1983 г., и е върнат обратно в Италия.
Той прави неуспешен опит за самоубийство, а след като неуспява, разочарован от мафията, Бушета иска разговор с известния прокурор Джовани Фалконе след което става основен информатор на съдебните власти в Италия.

## Pentito
В Италия той помага на съдиите Джовани Фалконе и Паоло Борселино да постигнат значителни успехи в борбата срещу организираната престъпност (двамата съдии по-късно са убити от мафията]]). Той е основен свидетел в Мега Процеса срещу мафията в Италия, в резултат на който 350 нейни членове са изпратени в затвора.
Бушета разкрива съществуването и работата на „Комисията“ на сицилианската мафия. Това позволява да се твърди, че Коза Ностра е единна йерархична структура, управлявана от „Комисията“, и че нейните лидери, които обикновено не си цапат ръцете с наказателни актове, могат да бъдат държани отговорни за престъпни дейности, които са били извършени в полза на организацията.
Тази предпоставка става известна като „Теоремата на Бушета“, и ще бъдат призната законно с края на Мега Процеса през януари 1992 година и използвана активно след това.
Неговите показания в делото „Ню Йорк Пица Кънекшън“ (на английски език – New York Pizza Connection), в средата на 80-те години, дава възможност да бъдат осъдени стотици гангстери в Италия и САЩ, включително Гаетано Бадаламенти.
Като награда за неговата помощ, на Бушета е позволено да живее в САЩ, в рамките на програмата за защита на свидетели.
Подлага се на пластични операции, за да скрие самоличността си.
Понякога дава интервюта на журналистите, въпреки че лицето му е прикрито, когато той се появява в документални филми. В интервю пред известния италиански журналист Енцо Биаджи, Бушета казва, че е загубил девствеността си на осемгодишна възраст от проститутка, което му струвало просто една бутилка зехтин. Жени се три пъти и има шест деца.
Както повечето информатори, той понякога е малко по-икономичен в представянето на истината. Той твърди първоначално, че никога не е убивал, но по-късно признава в телевизионно интервю, че той е убивал.
Някои от лъжите му са с разбираеми мотиви. През 1980 г. той казва, че не знае за връзки, на различни политици като Салво Лима и Джулио Андреоти с мафията, но през 90-те години признава, че е знаел на такива връзки, като твърди, че умишлено прикрива това което е знаел през 80-те години, защото тези политици по това време са във властта, а той споделя, че е имал притеснения, за живота си, дори и в рамките на гаранцията, която му дава програмата за защита на свидетелите.
Бушета решава да говори за връзките на политиците с мафията, едва след убийствата на съдиите-антимафиоти Джовани Фалконе и Паоло Борселино, през 1992 г. На 16 ноември, 1992 година, Бушета заявява пред комисията Антимафия, с председател Лучано Виоланте, за връзките между Коза Ностра и Салво Лима и Джулио Андреоти. Той посочва Салво Лима, като персона осъществяваща контакти на мафията с италианската политика.
Първият „голям разкаял се“ в историята на мафията в крайна сметка умира от естествена смърт – на 72 години, вследствие заболяване от рак, във Флорида, САЩ